# Mirrors (película)
Mirrors (estilizado como MIRЯORS) (titulada: Reflejos en España y Espejos siniestros en Hispanoamérica) es una película estadounidense de terror de 2008 dirigida por Alexandre Aja y protagonizada por Kiefer Sutherland, Paula Patton, Amy Smart, Jason Flemyng y John Shrapnel. Se trata de un remake basado en la película surcoreana Geoul Sokeuro (nombre original en coreano: 거울 속으로 traducción literal en castellano: Al interior del espejo) estrenada el 14 de agosto de 2003 en Corea del Sur.
Fue estrenada el 15 de agosto de 2008 en Estados Unidos y el 3 de octubre en España.

## Argumento
Ben Carson (Kiefer Sutherland) ha tenido días mejores. Ha pasado casi un año desde que el inestable detective fuera suspendido de su trabajo en el Departamento de Policía de Nueva York tras haber disparado fatalmente a otro policía que trabajaba de incógnito, un accidente que no solo le costó su empleo, sino que le llevó al alcoholismo y desató la ira que le alejó de su esposa e hijos, teniendo que dormir  ahora en el sofá de su hermana, en Queens.
Ansioso por superarlo y reunirse de nuevo con su familia, Carson se emplea como vigilante nocturno en las calcinadas ruinas de los almacenes Mayflower. Lo que una vez fue símbolo de prosperidad y opulencia ahora va deteriorándose en la oscuridad, igual que se va corrompiendo un barco fantasma, devastado por un gigantesco fuego que se cobró muchas vidas inocentes.
Mientras Carson patrulla por los espeluznantes y chamuscados restos de los almacenes Mayflower, advierte algo siniestro en los fastuosos espejos que adornan sus paredes. En su inmenso cristal se reflejan unas imágenes terroríficas que inquietan profundamente a Carson. Mientras tanto, él intenta demostrar a su familia que hay algo peligroso en los espejos de su casa. 
Además de proyectar terribles imágenes del pasado, parece que los espejos también manipulan la realidad. Al ver cómo es torturado su propio reflejo, Carson experimenta el efecto físico de las lesiones que está viendo. Inesperadamente, el desorientado expolicía ha de enfrentarse a sus propios demonios y a los que ha provocado su reflejo.

## Reparto
- Kiefer Sutherland - Ben Carson
- Paula Patton - Amy Carson
- Cameron Boyce - Michael Carson
- Erica Gluck - Daisy Carson
- Amy Smart - Angela Carson
- Mary Beth Peil - Anna Esseker
- John Shrapnel - Lorenzo Sapelli
- Jason Flemyng - Larry Byrne
- Tim Ahern - Dr. Morris

## Recepción crítica y comercial
Obtuvo generalmente críticas negativas, acumulando un 15% de comentarios positivos, según la página de Internet Rotten Tomatoes, llegando a la siguiente conclusión: "Un inconsistente y decaído guion hacen de este remake una espantosa película".
Según la página de Internet Metacritic obtuvo críticas negativas, con un 35%, basado en 13 comentarios de los cuales uno es positivo.
En taquilla la película recaudó algo más de 30 millones de dólares en Estados Unidos. Sumando las recaudaciones internacionales la cifra asciende a 77 millones.

## Secuela
El 8 de octubre de 2009, el director Víctor García anunció que iba a comenzar a filmar una secuela, la cual saldrá directo a DVD para la 20th Century Fox.  La película fue estrenada el 19 de octubre de 2010.
Entre su reparto se encuentran:
- Nick Stahl como Max Matheson.
- Emmanuelle Vaugier como Elizabeth.
- Stephanie Honore como Eleanor.
- Jon Michael Davis como Ryan Parker.
- Christy Carlson Romano como Jenna McCarty.
- Lawrence Turner como Keller Landreaux.
- William Katt como Jack Matheson.
- Jennifer Sipes como Kayla.
- Ann Mckenzie como el Doctor Beaumont.

## BD y DVD
Mirrors salió a la venta el 8 de abril de 2009 en España, en formato DVD. El disco contiene escenas eliminadas, cómo se hizo y documental "Detrás del espejo".
Mirrors salió a la venta en Blu-ray simultáneamente con el formato DVD. Sin embargo el formato Blu-ray contiene extras más numerosas: Comentarios de Alexandre Aja y Gregory Levasseur, storyboards, imágenes y escenas eliminadas, Anna Esseker en el hospital, detrás de los reflejos, y cómo se hizo.

## Premios y nominaciones
| Premio              | Categoría                   | Nominado          | Resultado |        |
| ------------------- | --------------------------- | ----------------- | --------- | ------ |
| Fright Meter Awards | Mejor actor                 | Kiefer Sutherland | Nominado  | [ 10 ] |
| IFMCA               | Mejor banda sonora original | Javier Navarrete  | Nominado  | [ 11 ] |